# Aneja Beganovič
Aneja Beganovič, slovenska rokometašica, * 9. november 1997, Ljubljana.
Aneja je članica Szombathelyi KKA in slovenske reprezentance.